# Malleloy
Malleloy é uma comuna francesa na região administrativa de Grande Leste, no departamento de Meurthe-et-Moselle. Estende-se por uma área de 4,06 km². Em 2010 a comuna tinha 994 habitantes (densidade: 244,8 hab./km²).